# Sèrie de Bowen

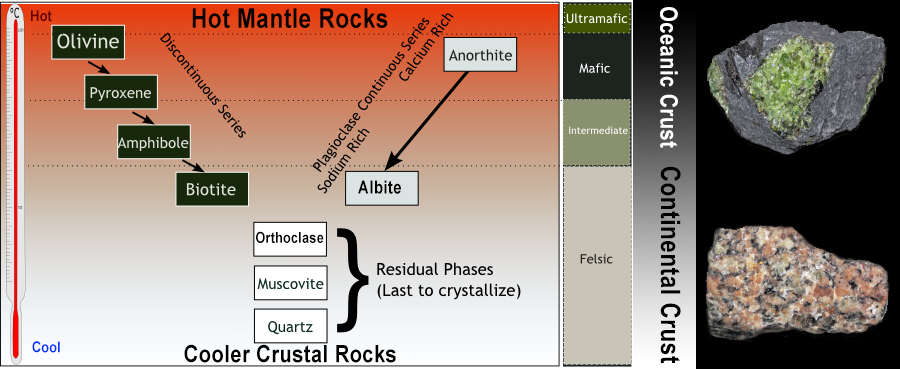
La Serie de Bowen també permet relacionar el comportament termodinàmic d'alguns minerals. Els punts de fusió expliquen el repartiment diferenciat dels materials predominants en la litosfera oceànica i en la continental.

La sèrie de reacció de Bowen és una teoria en la mineralogia que explica per què en les roques magmàtiques, certs minerals tendeixen a trobar-se junts, mentre que en altres minerals no passa tan sovint.
En les roques ígnies, l'ordre de cristal·lització dels seus minerals és important, identificable en molts casos per les relacions de textura que s'estableixen entre ells. Aquest ordre de cristal·lització és determinat per dos factors principals: 
- La termodinàmica del procés de cristal·lització.
- La composició mineral concreta del magma que cristal·litza.

El primer factor va ser estudiat per Norman Levi Bowen (1887-1956), que va observar que la cristal·lització dels minerals durant el refredament d'un magma, segueix, en termes generals, una seqüència determinada, que es pot subdividir en dues grans branques: la denominada "branca discontínua" (minerals ferro-magnèsics), i la "branca contínua" (plagioclases), que acaben convergint en un tronc comú, que correspon a la cristal·lització de feldespat potàssic i finalment quars, ambdós minerals sempre últims a cristal·litzar. La seqüència es coneix com la Sèrie de Bowen.

### Sèrie de Goldich
La sèrie de dissolució de Goldich segueix un patró semblant al de la Sèrie de Bowen però en la meteorització química, ja que els minerals que són els primers a cristal·litzar, també són els primers que pateixen meteorització química.
La sèrie de Bowen precisa que durant la cristal·lització fraccionada, els feldespats d'olivina i plagioclasa són els primers a cristal·litzar després d'una fusió. Després segueixen el piroxè, l'amfíbol, la biotita, la plagioglasa sòdica, el feldespat ortoclasa, la moscovita i, finalment, el quars. Aquest ordre està relacionat amb la temperatura de la massa fosa i la seva composició. Atès que els minerals de cristal·lització més tardana són més estables a temperatures i pressions més elevades, aquests mantenen una major resistència en condicions superficials.